# Japanse kampioenschappen schaatsen afstanden 2020 - 10.000 meter mannen
De 10.000 meter mannen op de Japanse kampioenschappen schaatsen afstanden 2020 werd gereden op zondag 27 oktober 2019 in het ijsstadion Hachinohe Skating Arena in Hachinohe.

## Statistieken
| #      | Schaatser          | Tijd        |
| ------ | ------------------ | ----------- |
| Goud   | Takahiro Ito       | 13.30,81 BR |
| Zilver | Masahito Oobayashi | 13.39,32    |
| Brons  | Takuro Ogawa       | 13.44,25    |
| 4      | Riku Tsuchiya      | 13.44,93    |
| 5      | Taiyo Morino       | 14.05,91    |
| 6      | Motonaga Arito     | 14.09,39    |
| 7      | Taishi Yamamoto    | 14.25,92    |
| 8      | Kouta Takahashi    | 14.26,94    |
| 9      | Shouta Tanaka      | 14.27,89    |
| 10     | Seiya Takenaka     | 14.47,10    |
| 11     | Ryosuke Tsuchiya   | WDR         |

| Rit        | Baan   | Schaatser          | Tijd (rang)   |
| ---------- | ------ | ------------------ | ------------- |
| 1          | Binnen | Shouta Tanaka      | 14.27,89 (9)  |
| 1          | Buiten | Kouta Takahashi    | 14.26,94 (8)  |
| 2          | Binnen | Seiya Takenaka     | 14.47,10 (10) |
| 2          | Buiten | Taiyo Morino       | 14.05,91 (5)  |
| Dweilpauze |        |                    |               |
| 3          | Binnen | Motonaga Arito     | 14.09,39 (6)  |
| 3          | Buiten | Taishi Yamamoto    | 14.25,95 (7)  |
| 4          | Binnen | Riku Tsuchiya      | 13.44,93 (4)  |
| 4          | Buiten | Takahiro Ito       | 13.30,81 (1)  |
| Dweilpauze |        |                    |               |
| 5          | Binnen | Masahito Oobayashi | 13.39,32 (2)  |
| 5          | Buiten | Takuro Ogawa       | 13.44,25 (3)  |